# Vzhodnonemška vstaja (1953)
Vzhodnonemška vstaja leta 1953 se je začela 16. junija 1953 s stavko gradbenih delavcev v Vzhodnem Berlinu, ki se je v naslednjih dneh razširila na vsesplošno vstajo proti stalinistični vladi Nemške demokratične republike. Oblasti so se odločile, da vstajo nasilno zatrejo, in so za pomoč prosile Sovjetsko zvezo. Dogodki so vrhunec 17. junija, ko so se delavci na ulicah vzhodnega Berlina spopadli z več tisoč sovjetskih vojakov in vzhodnonemških policistov (t. i. Volkspolizei). Nemire so povsod krvavo zadušili z zelo odločnim ukrepanjem domače ljudske milice in predvsem sovjetskih oboroženih sil, razmeščenih na ozemlju Vzhodne Nemčije. Posredovanje sovjetskih sil je bila prva oborožena intervencija ene socialistične države v drugi. Kljub sovjetski intervenciji so se po 17. juniju protesti še nadaljevali v mnogih mestih in vaseh.